# Julius Penson Williams

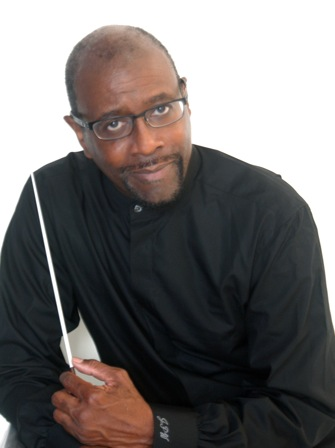
Julius Penson Williams

Julius Penson Williams (* 1954 in New York City) ist ein US-amerikanischer Dirigent, Komponist und Musikpädagoge.

## Biographie
Williams studierte am Herman H. Lehman College der City University of New York und an der Hartt School of Music. Er unterrichtete an verschiedenen Colleges und Universitäten, bevor er Professor für Komposition und Dirigieren am Berklee College of Music in Boston wurde. Als Dirigent assistierte er Lukas Foss beim Brooklyn Philharmonic Orchestra und dem American Symphony Orchestra und leitete zahlreich namhafte amerikanische und europäische Sinfonie- und Kammerorchester.
Er wirkte als künstlerischer Leiter beim Costa del Sol Festival in Spanien und der New York State Summer School of the Arts. 1989 dirigierte er das Eröffnungskonzert der Symphony Saint Paulia in der Carnegie Hall, 1999 eröffnete er das Tri-C Jazz Festival of Cleveland mit einer Aufführung von Duke Ellingtons Sacred Service.

## Werke
- Cinderella, Ballett
- Easter celebration, Kantate für Orchester, Chor, Gospelchor, Tenor und Tänzer, 1993
- Guinevere, Oper, US 1989
- In roads für Flöte, Oboe und Cello, 1987
- Norman overture
- Sounds of colors für Orgel
- Toccatina für Streichorchester

## Diskographie
- Symphonic Brotherhood, 1993
- Shades of Blue, das Prager Rundfunksinfonieorchester unter Julius P. Williams spielt Werke von David Baker, H. Leslie Adams und Stephen Michael Newby, 2001
- The American Soloist, das Dvorak Symphony Orchestra unter Julius P. Williams spielt Werke von Andrew List, Lee McQuillan, Joaquín Rodrigo und Arthur Welwood, 2004
- The New American Romanticism, das Dvorak Symphony Orchestra unter Julius P. Williams spielt Werke von Leroy Southers, Lee McQuillan, Beth Denisch und Jack Jarrett, 2004
- Midnight Tolls, das Dvorak Symphony Orchestra unter Julius P. Williams spielt Werke von Williams, Lee T. McQuillan, Armand Qualliotine und Thomas Hojnacki, 2006
- Somewhere Far Away, das Dvorak Symphony Orchestra unter Julius P. Williams spielt Werke von Williams und Joe Westmoreland, 2008

## Weblink
- Homepage von Julius P. Williams